# سن-توما، کبک
سن-توما (به فرانسوی: Saint-Thomas) شهری در منطقه شهری ژولیت ناحیه لانودییر در استان کبک کانادا است. در سرشماری سال ۲۰۱۱ این شهر ۳٬۰۵۰ نفر جمعیت داشته‌است و مساحت آن ۹۷٫۲۶ کیلومتر مربع است.